# Sudoku ramificación y poda
El famoso juego del Sudoku  consiste en rellenar un cubo de 9 x 9 celdas dispuestas en 9 subgrupos de 3 x 3 celdas, con números del 1 al 9, atendiendo a la restricción de que no se debe repetir el mismo número en la misma fila, columna o subgrupo de 9.
Un Sudoku dispone de varias celdas con un valor inicial, de modo que debemos empezar a resolver el problema a partir de esta solución parcial sin modificar ninguna de las celdas iniciales.

## Estrategia de resolución usandoRamificación y poda
El juego del Sudoku no es un problema de optimación, con lo cual no recorreremos el árbol de búsqueda guiándonos con una función de coste.
A diferencia de los algoritmos de Vuelta Atrás, con Ramificación y Poda podemos hacer un recorrido por niveles del árbol de exploración, gestionando los nodos vivos con una cola.
El tablero del Sudoku a resolver viene dado por una matriz “Sol [1..9,1..9] de 0..9” donde Sol[i, j] representa el valor que toma dicha celda, correspondiéndose el valor 0 con una casilla vacía.
Se utilizará en este apartado una matriz auxiliar  “inicial[1..9, 1..9] de Bool” donde inicial[i, j] representa una celda con valor inicial que no se puede modificar y se corresponde con la celda “Sol[i, j]”.
A la hora de ramificar el árbol de exploración, solo lo haremos si la solución parcial que estamos atendiendo es k-prometedora, esto es, si a partir de dicha solución parcial podremos seguir construyendo soluciones parciales. Para atender a este punto, utilizaremos una función auxiliar denominada “es_factible”, detallada en el ejemplo del Sudoku con Vuelta Atrás.
La función “es_factible” comprueba para una celda determinada, que no se repita su valor en la misma fila, columna o subgrupo de 3x3, atendiendo así a la restricción que comentábamos en la descripción detallada del problema. 
Dado que un Sudoku puede tener varias soluciones, implementaremos el algoritmo en consecuencia.

## Estructuras de datos necesarias
En cada iteración del algoritmo, necesitaremos saber el estado de la solución parcial al completo, para ello necesitamos:
1. La solución parcial hasta el momento.
2. Información sobre la casilla en la que nos encontramos (fila y columna);

```
NODO = Registro
        fila, columna : Nat;
        Sol : Vector [1..9, 1..9] de 0..9;
       FRegistro;
```

La cola para gestionar los nodos vivos será:
```
Vivos: cola de NODO;
```

## Árbol de exploración
El árbol de exploración generado tendrá las siguientes características:
- Altura = m + 1, siendo m el número de casillas vacías inicialmente.
- N.º máximo de Hijos de cada nodo = 9, un hijo por cada posible valor de la celda i j.

## Implementación en Pseudocódigo
```
Fun sudoku_RyP ( sol[1..9, 1..9] de 0..9)
   Var
      Vivos: cola de NODO;
      X,Y: NODO;
      inicial[1..9, 1..9] de Bool;
   FVar;
   Vivos := cola_vacia();		//Preparamos la raíz del árbol de exploración
   X.fila := 1;		
   X.columna := 1;
   X.sol := sol;
   pedir_vez (Vivos, X);
   Para (i := 1) Hasta 9 Hacer		//Inicialización de la matriz de iniciales
      Para (j := 1) Hasta 9 Hacer
         Si (Sol[i, j] != 0) Entonces
            Inicial[i, j] := Falso;
         En Otro Caso
            Inicial[i, j] := Cierto;
         FSi;
      FPara;
   FPara;
   Mientras ( cola_vacia(Vivos) = Falso ) Hacer
      X := atender (Vivos);
      Si (inicial [X.fila, X.columna] = Falso) Entonces
         Para (k := 1) Hasta 9 Hacer
            X.sol[X.fila, X.columna] := k;
            Si (es_factible (X.fila, X.columna, X.sol)) Entonces
               Casos
                  X.fila = 9 ^ X.columna = 9 -> mostrarPorPantalla( X.sol);
                  X.fila < 9 ^ X.columna = 9 -> Y.sol := X.sol;
                                                Y.fila := X.fila + 1;
                                                Y.columna := 1;
                                                pedir_vez(Vivos, Y);
                  X.fila <= 9 ^ X.columna < 9 -> Y.sol := X.sol;
                                                 Y.fila := X.fila;
                                                 Y.columna := Y.columna + 1;
                                                 pedir_vez(Vivos, Y);
               FCasos;
            FSi;
         FPara;
      En Otro Caso //inicial[X.fila, X.columna] = Cierto
         Casos
            X.fila = 9 ^ X.columna = 9 -> mostrarPorPantalla( X.sol);
            X.fila < 9 ^ X.columna = 9 -> Y.sol := X.sol;
                                          Y.fila := X.fila + 1;
                                          Y.columna := 1;
                                          pedir_vez(Vivos, Y);
            X.fila <= 9 ^ X.columna < 9 -> Y.sol := X.sol;
                                           Y.fila := X.fila;
                                           Y.columna := Y.columna + 1;
                                           pedir_vez(Vivos, Y);
         FCasos;
      FSi;
   FMientras;
FFun;
```

### Funciones Auxiliares
Función auxiliar que comprueba la factibilidad de una solución parcial. 
```
Fun es_factible (i, j : Nat; sol[1..9, 1..9] de 0..9) DEV Bool
   Var 
      valido : Bool;
      k, l : Nat;
   FVar;
   valido := Cierto;
   k := 1;
   Mientras (k <= 9 ^ valido) Hacer                  //Comprobamos la fila
      Si ( sol[i, j] = sol[i, k] ^  k != j ) Hacer
         valido := Falso;
      FSi;
   FMientras;
   k := 1;
   Mientras (k <= 9 ^ valido) Hacer                   //Comprobamos la columna
      Si ( sol[i, j] = sol[k, j] ^ k != i ){
         Valido := Falso;
      FSi;
   FMientras;
   k := correspondencia3x3(i);
   l :=  correspondencia3x3(j);                          //Comprobamos el subgrupo de 3x3
   Mientras ( k < correspondencia3x3(i) + 3 ^ valido ) Hacer 
      Mientras ( l < correspondencia3x3(j) + 3 ^ valido) Hacer
         Si ( sol[i, j] = sol[k, l] ^ i != k ^ j != l) Entonces
            valido := Falso;
         FSi;
      FMientras;
   FMientras;
   Devolver valido;
FFun;
```

Función auxiliar que se utiliza para averiguar la celda inicial desde la que haremos la comprobación de factibilidad de una celda determinada en su correspondiente subgrupo de 3x3 celdas.
```
Fun correspondencia3x3 (i: Nat) DEV Nat
   Var
      k : Nat;
      resultado: Nat;
   FVar;
   Si ( i MOD 3 = 0) Entonces 
      k := (i DIV 3);
   En Otro Caso
      k := ( i DIV 3) + 1;
   FSi;
   Casos
      k = 1 -> resultado := 1;
      k = 2 -> resultado := 4;
      k = 3 -> resultado := 7;
   FCasos;
   Devolver resultado;
FFun;
```